# 乌巴火箭风
《乌巴火箭风》是于2012年12月15日，马来西亚民主行动党模仿韩国流行舞曲《江南风》，在第16届的代表大会上推介首播的音乐短片，最先推出马来语和英语的版本；并于2013年1月1日，在名为“2013年《乌巴火箭风》短片首映派对之夜”的活动中，正式发布马来语、英语、华语、淡米尔语四种语言的完整版本，短片中讽刺马来西亚国内的各种政治及腐败课题。
“乌巴”（Ubah）是民主行动党支持者喊出的一句口号，目的是呼吁合格选民把握手上的选票，选出能够为民服务的民意代表，抵制贪污腐败的政府，支持清廉的政党执政。这句口号始于2011年4月的砂拉越州选举，并衍生各种以“乌巴”为主题的二次创作。

## 版权问题
有音乐创作业者和评论质疑，民主行动党改编《乌巴火箭风》是否有获得授权，民主行动党八打灵再也北区国会议员潘俭伟回应表示，创作《乌巴火箭风》并不是为了商业利益，纯粹是以分享为出发点，民众可以任意在民主行动党官方网站、面子书及YouTube观赏这个作品，如果有人提出版权申诉，该党才再做打算。

## 歌词
《乌巴火箭风》有马来语、英语、华语、淡米尔语四种语言版本，四种语言的内容略有不同，歌词所呈现的画面也有些许出入，但都有相同的主旨。短片主要是以轻松的呈现方式，讽刺马来西亚国内的各种政治及腐败课题，并穿插马来西亚各地风景名胜，以及民主行动党政治人物的画面。

## 脚注
1. ↑  . 东方日报. 2012-12-28  [2013-05-01]. （原始内容存档于2019-02-21）.
2. ↑  . 东方日报. 2013-01-01  [2013-05-01].
3. ↑  . 光华日报. 2013-04-24  [2013-05-01]. （原始内容存档于2013-04-27）.
4. ↑  . 中国报. 2013-01-02  [2013-05-01]. （原始内容存档于2013-03-28）.
5. ↑  . 当今大马. 2013-01-03  [2013-05-01]. （原始内容存档于2013-01-06）.
6. 1 2  . 联合日报. 2012-12-27  [2013-05-01]. （原始内容存档于2013-07-03）.